# Leszek Wiatrowski
Leszek Wiatrowski (ur. 10 listopada 1930, zm. 23 października 1997) – polski profesor historii, specjalista dziejów Śląska, historii gospodarczej i społecznej, wykładowca Uniwersytetu Wrocławskiego, pochowany na Cmentarzu Grabiszyńskim we Wrocławiu.